# DN28A
DN28A este un drum național din România, care pornește din DN28 din Târgu Frumos, merge până la Pașcani și mai departe înspre Târgu Neamț, terminându-se în DN2 la Moțca.